# 莫孔布勒
莫孔布勒（法語：Maucomble，法語發音：[mokɔ̃bl]）是法国滨海塞纳省的一个市镇，属于迪耶普区。

## 地理
莫孔布勒（49°40'55"N, 1°19'59"E）面积5.07 平方千米，位于法国诺曼底大区滨海塞纳省，该省份为法国北部沿海省份，其西部及北部濒大西洋英吉利海峡，东起顺时针与索姆省、瓦兹省、厄尔省和卡爾瓦多斯省接壤。
与莫孔布勒接壤的市镇（或旧市镇、城区）包括：比利、圣桑斯。

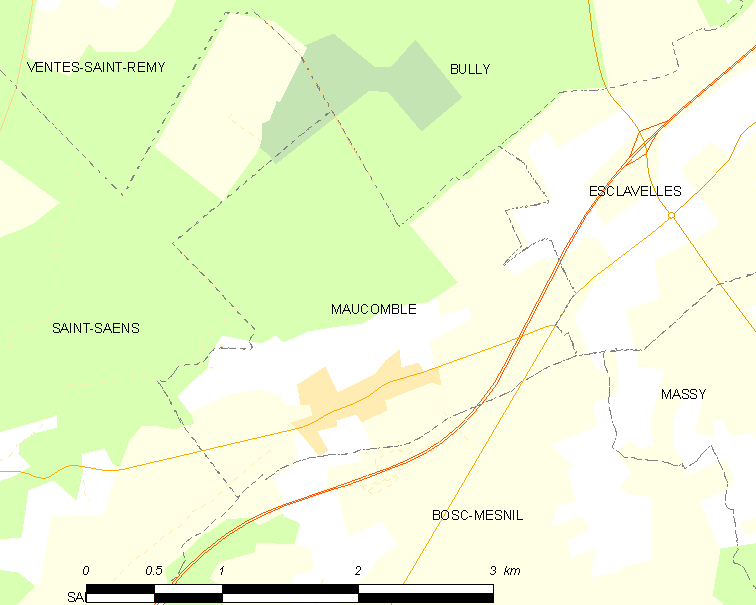
莫孔布勒的OSM定位图

莫孔布勒的时区为UTC+01:00、UTC+02:00（夏令时）。

## 行政
莫孔布勒的邮政编码为76680，INSEE市镇编码为76417。

## 政治
莫孔布勒所属的省级选区为布赖地区讷沙泰勒县。

## 人口

1962-2008年间莫孔布勒人口变化图示

莫孔布勒于2022年1月1日时的人口数量为389人。